# Jak vyloupit spermabanku
Jak vyloupit spermabanku (v originále The Babymakers) je americký film natočený v roce 2012 režisérem Jayem Chandrasekharem, s herci v hlavních rolích: Paul Schneider, Olivia Munn, Kevin Heffernan a Nat Faxon. Film byl nejdříve uveden v srpnu 2012 v malém počtu kin a přes službu Video on Demand. V USA potom v září 2012 vyšel i na DVD a Blu-ray nosičích.

## Zápletka
Potom co vyzkouší všechny možné i nemožné způsoby jak zajistit, aby jeho manželka otěhotněla, Tommy si připustí, že by mohl být neplodný. Naverbuje tak své kamarády, aby mu pomohli vykrást sperma banku, do které kdysi prodal svůj vzorek.

## Obsazení
| Olivia Munn       | Audrey  |
| Paul Schneider    | Tommy   |
| Kevin Heffernan   | Wade    |
| Nat Faxon         | Zig-Zag |
| Jay Chandrasekhar | Ron Jon |